# Giovanni Panico
Giovanni Panico (né le 12 avril 1895 à Tricase, dans les Pouilles, Italie, et mort le 7 juillet 1962 à Rome) est un cardinal italien de l'Église catholique du XXe siècle, nommé par le pape Jean XXIII.

## Biographie
Giovanni Panico fait du travail apostolique à Tricase. À partir de 1923, il est actif dans plusieurs nonciatures, notamment en Colombie (en), en Argentine (en) et en Tchécoslovaquie (en). Il est archevêque titulaire de Justiniana Prima (de) et nommé délégué apostolique d'Australasie (Australie, Nouvelle-Zélande, Polynésie et Indes néerlandaises) en 1935. Il est consacré le 8 décembre de la même année par Pietro Fumasoni-Biondi avec comme co-consécrateurs Bartolomeo Cattaneo (en) et Domenico Spolverini
Pendant la Seconde Guerre mondiale, il organise des activités caritatives en faveur des prisonniers italiens, allemands et japonais en Australie et en faveur des prisonniers australiens et néo-zélandais en Italie. Il établit par ailleurs un "War Prisoners Bureau" dans la nonciature à Sydney (en). Il est encore nonce apostolique au Pérou (en) à partir de 1948, délégué apostolique au Canada, à partir de 1953 et nonce apostolique au Portugal (en) à partir de 1959.
Le pape Jean XXIII le crée cardinal lors du consistoire du 19 mars 1962. Le cardinal Panico est le fondateur de l'hôpital "Cardinale Giovanni Panico" à Tricase.

## Succession apostolique
Giovanni Panico a ordonné les évêques suivants :
- Archevêque Justin Simonds (en) (1937)
- Évêque Francis-Xavier Gsell, M.S.C. (1938)
- Évêque Hugh Edward Ryan (en) (1938)
- Évêque Thomas Absolem McCabe (de) (1939)
- Évêque Antonius Everardo Johannes Albers (id), O.Carm. (1939)
- Archevêque Matthew Beovich (en) (1940)
- Archevêque Ernest Victor Tweedy (de) (1943)
- Évêque Jaime Garcia Goulart (pt) (1945)
- Évêque Andrew Gerard Tynan (en) (1946)
- Évêque André Sorin (pl), M.S.C. (1946)
- Archevêque Eris O'Brien (en) (1948)
- Évêque Edward Doody (en) (1948)
- Archevêque Guilford Clyde Young (en) (1948)
- Évêque José María García Graín, O.P. (1949)
- Archevêque Otoniel Alcedo (es), S.D.B. (1953)
- Évêque Malcolm Angus MacEachern (ru) (1955)
- Évêque Thomas Joseph McCarthy (en) (1955)
- Évêque José Damase Laberge, O.F.M. (1955)
- Évêque Albert Sanschagrin, O.M.I. (1957)
- Évêque Wilfrid Emmett Doyle (1958)